# Doris Kopsky Muller
Doris Kopsky Muller (* 1922; † 1997) war eine US-amerikanische Radsportlerin. Sie war die erste Frau, die einen nationalen Titel im Radsport errang.
1937 wurde in den USA die erste nationale Radsport-Meisterschaft für Frauen in Buffalo ausgetragen. Sie war für „girls“ ausgeschrieben, aber Frauen aller Altersklassen konnten teilnehmen. Erste Titelträgerin wurde die 15-jährige Doris Kopsky aus Belleville. Ihr Vater hatte an den Olympischen Spielen 1912 in Stockholm teilgenommen und war im Straßenrennen gestartet. Er trainierte seine Tochter und war sehr streng; so verbot er ihr, tanzen zu gehen, aus Angst, das könne schlecht für ihre Beine sein.
Doris Kopsky startete in zwei Rennen auf der Bahn. Über eine Meile gewann sie und über fünf Meilen wurde sie Zweite. Sie fuhr auf einem Rad, das ihr Vater ihr gebaut hatte, mit einem großen „D“ auf dem Vorbau. Von 1937 bis 1939 war sie Meisterin von New Jersey. Sie heiratete einen Radsportler, Paul Mueller, und beendete ihre sportliche Karriere.
1992 wurde Doris Kopsky Muller in die United States Bicycling Hall of Fame aufgenommen.